# Muzak (muzyka)
Muzak (ang. musical accompaniament – akompaniament muzyczny) – nazwa muzyki funkcjonalnej przejęta z nazwy amerykańskiej firmy Muzak, która drogą kablową rozprowadzała muzykę do sklepów, hoteli, banków itp.
Nazywana bywa też muzyką marketingową (ang. marketing music) muzyką sprzedażową, muzyką windy (elevator music), albo muzyką tła (background music).
Po polsku najczęściej używano określenia „tapeta muzyczna”, nawiązując do pomysłu Erika Satie, który podczas przerwy w czasie koncertu chciał, by muzycy grali jego musique d’ameublement, a zaskoczoną publiczność zachęcał, by rozmawiała i spacerowała, a nie słuchała – bo to nie koncert.

## Opis

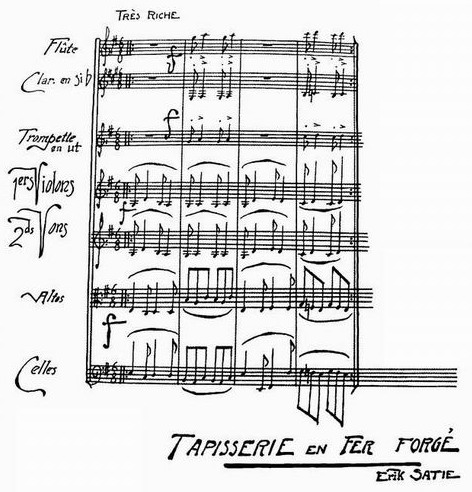
Pierwsza „tapeta muzyczna” zaprojektowana przez Erika Satiego w 1917 roku.

Muzak stosowany jest w dwóch podstawowych rolach:
- jako muzyka zapełniająca ciszę (np. w miejscach pracy, w szpitalach, w hotelach)
- jako muzyka mająca mobilizować klientów do zakupów (element audiomarketingu).

Jako środek audiomarketingowy, muzak tworzy szczególną atmosferę i warunki zakupów: na przykład rytmy łagodne uspokajają i skłaniają do większych zakupów, z kolei melodie szybkie i dynamiczne działają pobudzająco i zwiększają tempo poruszania się po sklepie oraz tempo… zakupów (klient krócej zastanawia się nad tym, co wkłada do koszyka), w restauracjach i barach tempo konsumpcji alkoholu itd. O ile muzak rozprowadzany przez wyspecjalizowane firmy faktycznie osiąga te cele – na co wskazują przynajmniej dane publikowane przez owe firmy – to inne skutki powoduje nadawanie programów radiowych albo nagrań dobieranych przez właścicieli bądź sprzedawców z domowej płytoteki. Przypadkowe nagrania – a zwłaszcza nadawane głośno – na znaczną część klientów działają denerwująco.

## Muzyka i praca
Przykłady wykorzystania muzyki przy monotonnej pracy:
- Arystofanes w Acharnejczykach wspomina o pracy w arsenale, gdzie „słychać tylko gwizdki oraz dźwięk fletów i piszczałek, które dodają ducha robotnikom”
- muzyków sprowadzono dla murarzy odbudowujących Messynę po trzęsieniu ziemi
- W XVIII w. jezuici starali się muzyką przemóc niechęć Indian paragwajskich wobec niektórych prac
- w 1817 podczas Europejskiego Kongresu Dobroczynności w Brukseli przemysłowiec z okolic Lille chwalił się, że w jego fabrykach dzieci uczą się piosenek, żeby łatwiej znieść dwunastogodzinną pracę przy warsztacie
- w 1915 roku w Rosji podejmowano próby muzycznego uatrakcyjnienia pracy w fabryce korzystając z wałków Edisona
- w Stanach Zjednoczonych w latach 1920. istniały tzw. pralnie ragtimowe, w których nagrania z pianoli miały ułatwiać praczkom pracę
- przekonane pozytywnymi efektami firmy Muzak, w 1940 roku brytyjskie ministerstwo pracy zleciło BBC nadawanie programu Music while you work, który miał dopingować do wydajniejszej pracy robotników zatrudnionych w przemyśle zbrojeniowym[3]

Firmy oferujące muzaka reklamują się wykresami, które sugerują, że muzak podwyższa aktywność wtedy, gdy – zgodnie z naturalnym rytmem biologicznym – powinna ona spadać. Odpowiednio dobrana muzyka może zwiększać wydajność nawet o 20%. Podaje się też, że może ona zmniejszać liczbę błędów i wypadków przy pracy. Podczas zajęć wymagających zwiększonego wysiłku umysłowego – takich jak liczenie, korekta lub odrabianie lekcji – tło muzyczne zagłusza inne dźwięki, niepożądane i rozpraszające uwagę.

## Zasady doboru nagrań
Na podstawie informacji Muzaka i pokrewnych mu firm odnoszących sukcesy w rozpowszechnianiu mechanicznej muzyki Danuta Gwizdalanka ustaliła następujące reguły doboru nagrań dla optymalnej tapety dźwiękowej:
- muzak w żadnym wypadku nie może być agresywny. Powinien być słuchany prawie nieświadomie, ale za to nieustannie i z każdego miejsca; taka „ciurkająca” muzyka winna towarzyszyć jak tapeta w pokoju – niedostrzegalna, ale w zależności od koloru i wzoru niezwykle istotna dla samopoczucia mieszkańców
- ponieważ muzak pełni rolę tła, dlatego w wykorzystywanych do tego celu nagraniach nie powinny występować ani skrajne wysokości, ani ostre barwy dźwiękowe;najkorzystniejsza, bo najbardziej neutralna, jest barwa zespołu instrumentów smyczkowych, ewentualnie uzupełnionych instrumentami dętymi drewnianymi; jaskrawe brzmienie trąbek lub donośność puzonów są zdecydowanie niepożądane; w ostatnich latach normą stały się instrumenty elektroniczne
- podobnie niebezpieczne są wyraziste rytmy mogące wzbudzić skojarzenia z „porywającym” tangiem lub marszem; Tempo muzyki winno być dostosowane do pulsu, a ewentualne przyspieszenie lub zwolnienie umotywowane rodzajem czynności, której muzak towarzyszy
- niewskazane są skrajne dynamiki, a zwłaszcza nadmierne i kontrastujące forte; głośność muzaka powinna być dostosowana do poziomu szumów i hałasów otoczenia, tak więc inna w banku, inna w fabryce
- z zasady należy unikać głosu ludzkiego, aby śpiewany tekst nie skupiał na sobie uwagi słuchaczy, odciągając ich od pracy
- bardzo ważne jest umiejętne rozmieszczenie głośników, gdyż muzak powinien być równomiernie rozprowadzany w całej udźwiękowionej przestrzeni; ograniczenie się do jednego głośnika psuje zamierzony efekt, bo z jednej strony skupia uwagę na źródle dźwięku, a z drugiej strony utrudnia kontrolowanie właściwego poziomu głośności, zwłaszcza w większych pomieszczeniach[4]

## Kontrowersje
Muzak nie jest uważany za sztukę, czyli muzykę, lecz za akustyczny „wypełniacz ciszy”, która może być denerwująca lub krępująca, albo „środek dopingujący” do określonych zachowań (do zakupów). Specjalista od zarządzania Jerzy Supernat cytuje za Muzak Corporation: „Muzyka jest sztuką, a Muzak to nauka. Dzięki tej nauce ludzie w biurze pracują efektywniej i czują się szczęśliwsi. W fabrykach robotnicy mają lepsze samopoczucie, a wykonywana praca wydaje się im mniej monotonna. W sklepach ludzie robią zakupy w sposób bardziej zrelaksowany. W bankach klienci są spokojniejsi, a pracownicy bardziej wydajni. Ogólnie chodzi o to, że ludzie mają lepsze samopoczucie, czy to w godzinach pracy, czy w wolnym czasie. Wszystko to dzięki Muzakowi. Dlatego mawiamy, że Muzak jest czymś więcej niż muzyką'”.
Wśród muzyków takie wykorzystywanie „muzyko-podobnych” produktów zazwyczaj budzi sprzeciw. Kompozytor Witold Lutosławski następująco tłumaczył swoje wrogie nastawienie wobec wszechobecnej muzyki:

Środowisko – w szczególności w krajach zamożnych – jest systematycznie zatruwane przez wszechobecną quasi-muzykę. (…) Wrażliwych na muzykę ludzi jest o wiele mniej niż tych, którym ten stan rzeczy nie przeszkadza. A będzie ich coraz mniej, ponieważ natrętna „muzyka-tło”, którą słyszy się w pociągu, restauracji, w windzie hotelowej, na statku i w dziesiątkach innych miejsc powoli, ale systematycznie stępia wrażliwość na muzykę i trudno sobie wyobrazić, aby człowiek wychowany w takich warunkach był jeszcze zdolny do wysłuchania z uwagą i satysfakcją kwartetu Beethovena czy preludium Debussy’ego.

Przez ekologię muzyki muzak traktowany jest zazwyczaj jak akustyczne zanieczyszczenie.
Na płycie In Absentia zespołu Porcupine Tree z 2002 znalazł się utwór „The Sound of Muzak”.